# Rezervația peisagistică Dobrușa
Rezervația peisagistică Dobrușa este o arie protejată din Republica Moldova situată între satul Olișcani și râul Ciorna din raionul Șoldănești. Este administrată de Gospodăria Silvică de Stat din Orhei.

## Întindere
Rezervația peisagistică Dobrușa, cu o suprafață de 2.634 ha, este formată din ocolurile silvice Olișcani-Prisaca (parcelele 22 și 23) și Dobrușa (parcelele 14-17, subparcelele 1-11, 13-26; parcelele 18-21, 24-37, 40- 44, subparcelele 1-16; parcela 45, subparcelele 1-6; parcelele 46-57, subparcelele 1-11; parcela 58, subparcelele 1-20; parcelele 59-68, 70, 71).

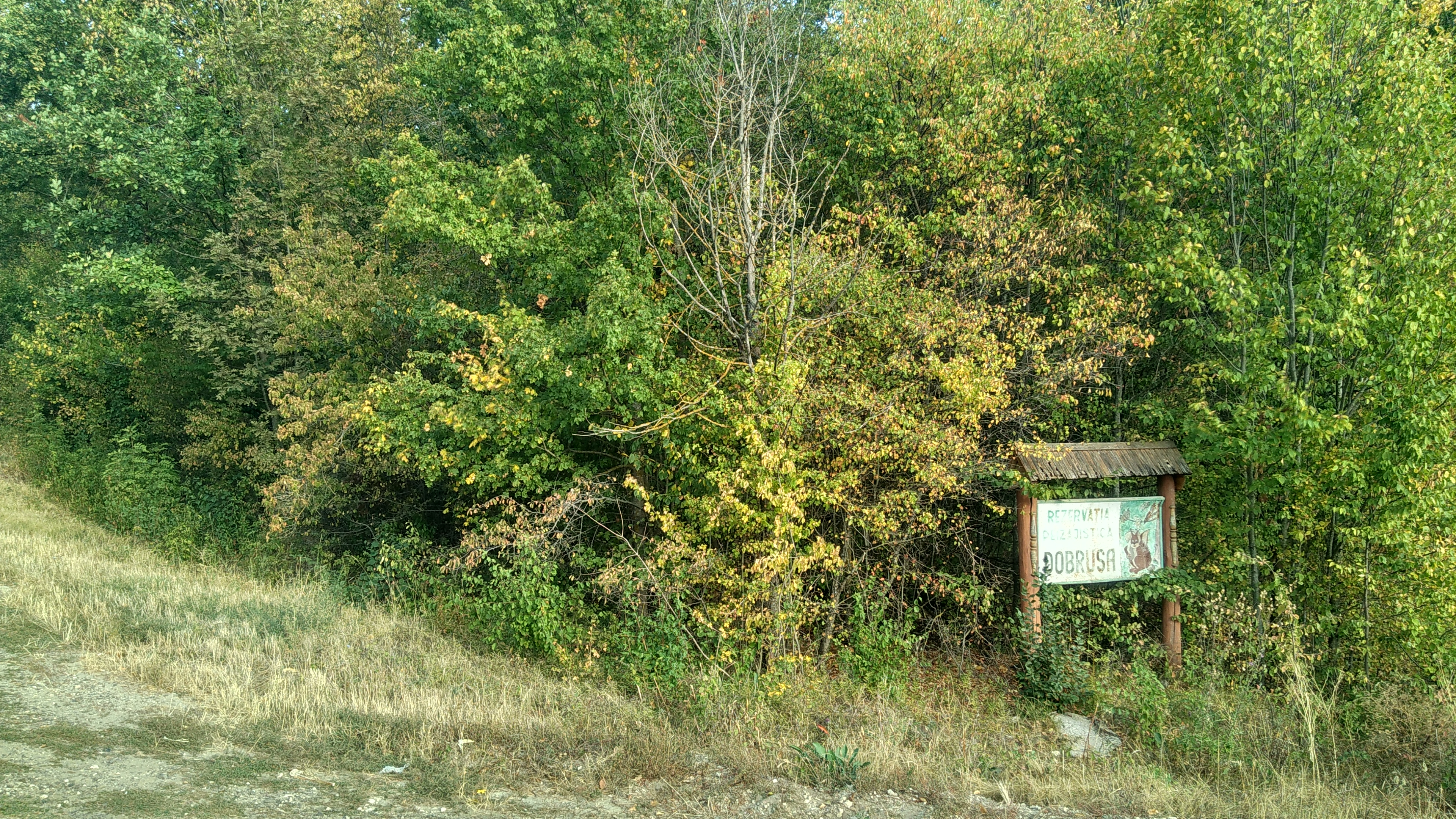
Intrarea dinspre Șoldănești
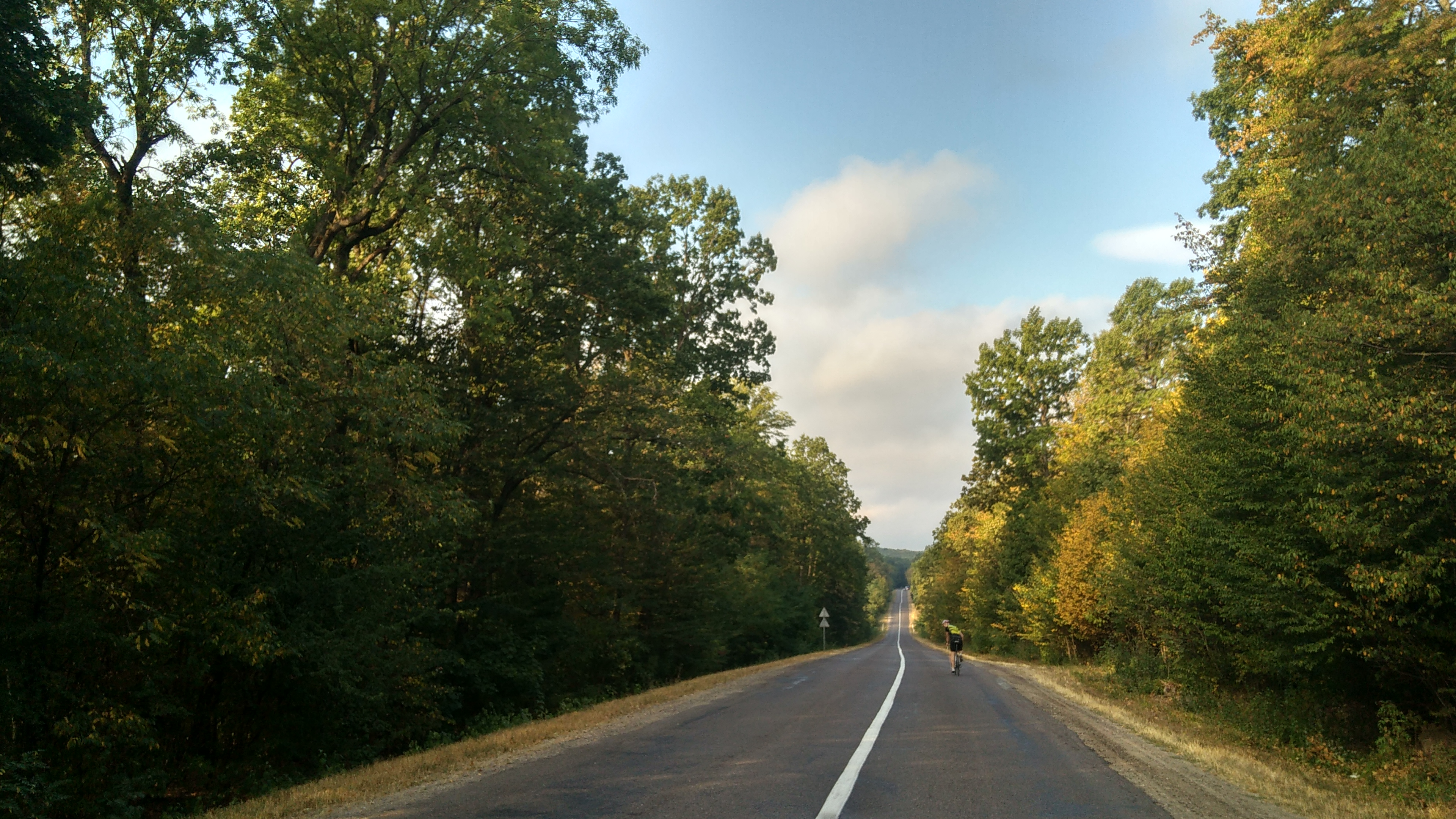
Traseul R14 traversând rezervația
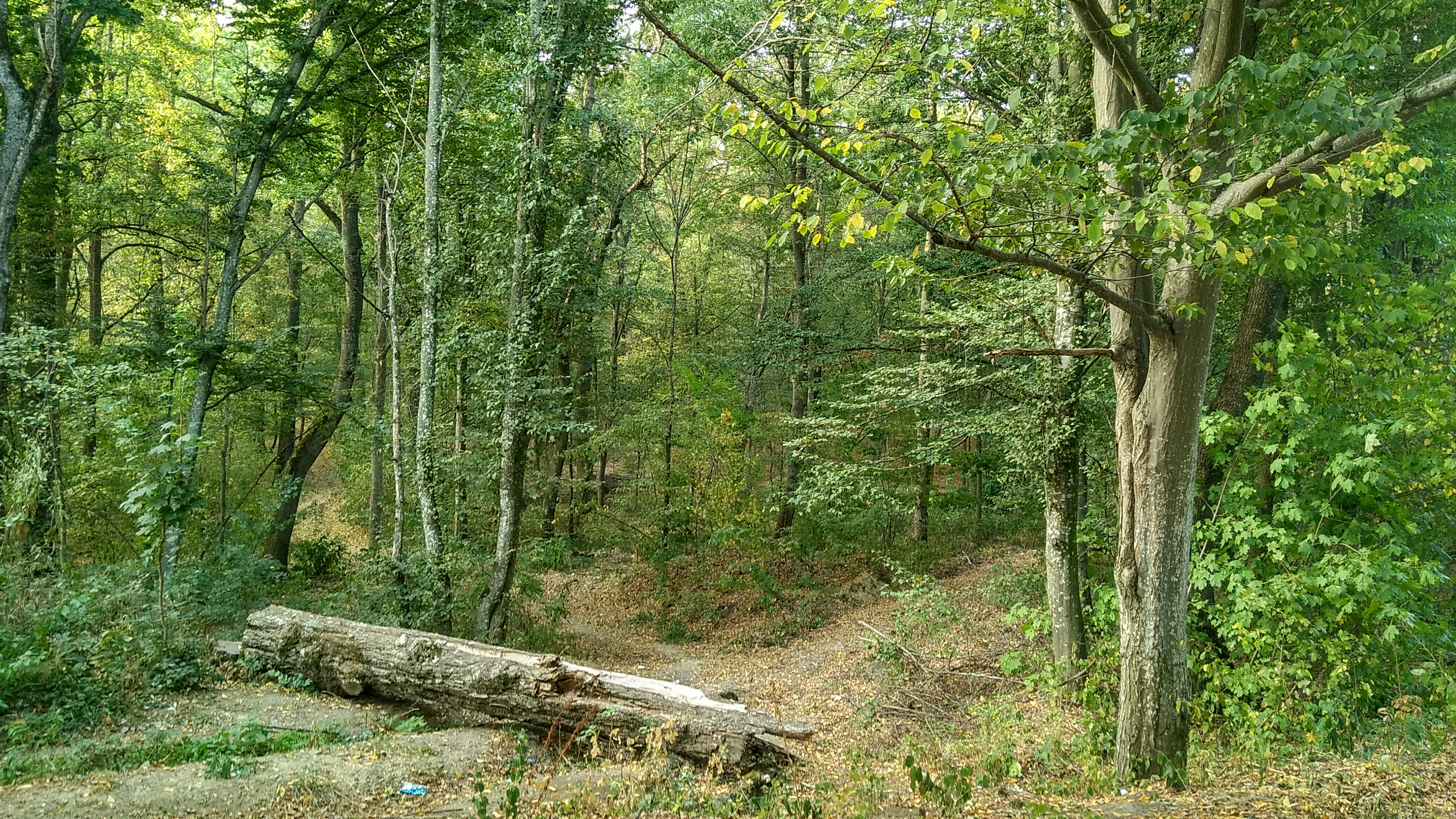
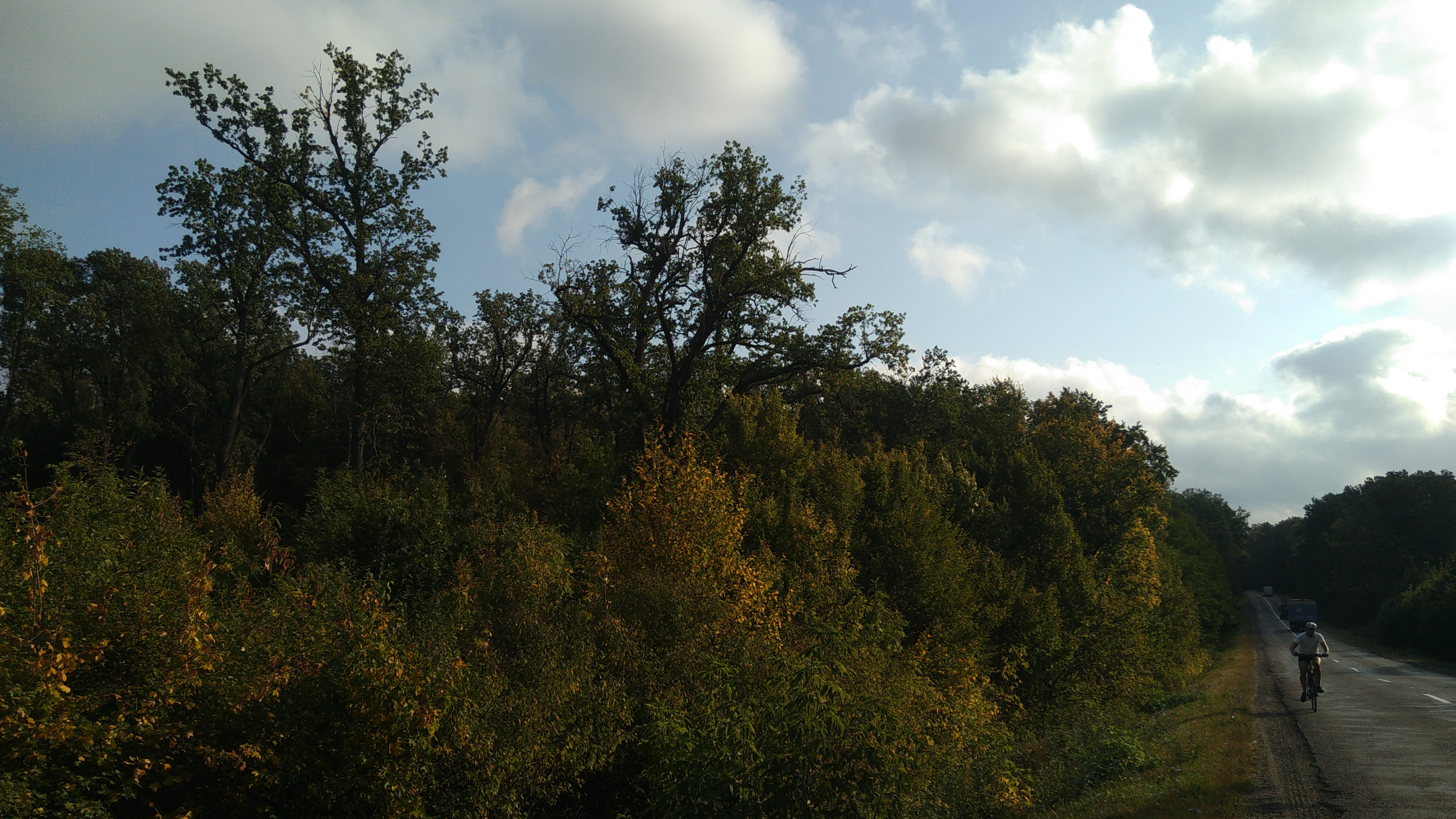

## Clasificare
Aria naturală ocrotită cuprinde părți din pădurile Dobrușa și Radi. După nomenclatura geobotanică, acestea fac parte din pădurea temperată europeană de foioase din Basarabia, prezentând următoarele biocenoze de șleauri (parcele cu biodiversitate de specii de arbori):
- deluroase cu stejari (Quercus robur și Quercus pedunculata) și goruni (Quercus petraea) dominanți pe versanții însoriți sau semi-însoriți ușor înclinați, cu soluri cenușii deschise sau închise, luto-nisipoase sau argilose, a căror bonitate silvică este mijlocie sau superioară;
- deluroase cu goruni dominanți pe podișurile și versanții mai umbriți ușor înclinați, cu soluri cenușii și bonitate superioară și mijlocie.

S-au identificat și definit următoarele tipuri de pădure, toate de productivitate mijlocie:
- gorunet cu floră de mull;
- șleau cu goruni dominanți;
- șleau cu stejari și goruni dominanți;
- șleau cu goruni, stejari și tei pucioși (Tilia cordata).